# Blepharodon manicatum
Blepharodon manicatum là một loài thực vật có hoa trong họ La bố ma. Loài này được (Decne.) Fontella mô tả khoa học đầu tiên năm 1989.